# Ярослав Ломницький

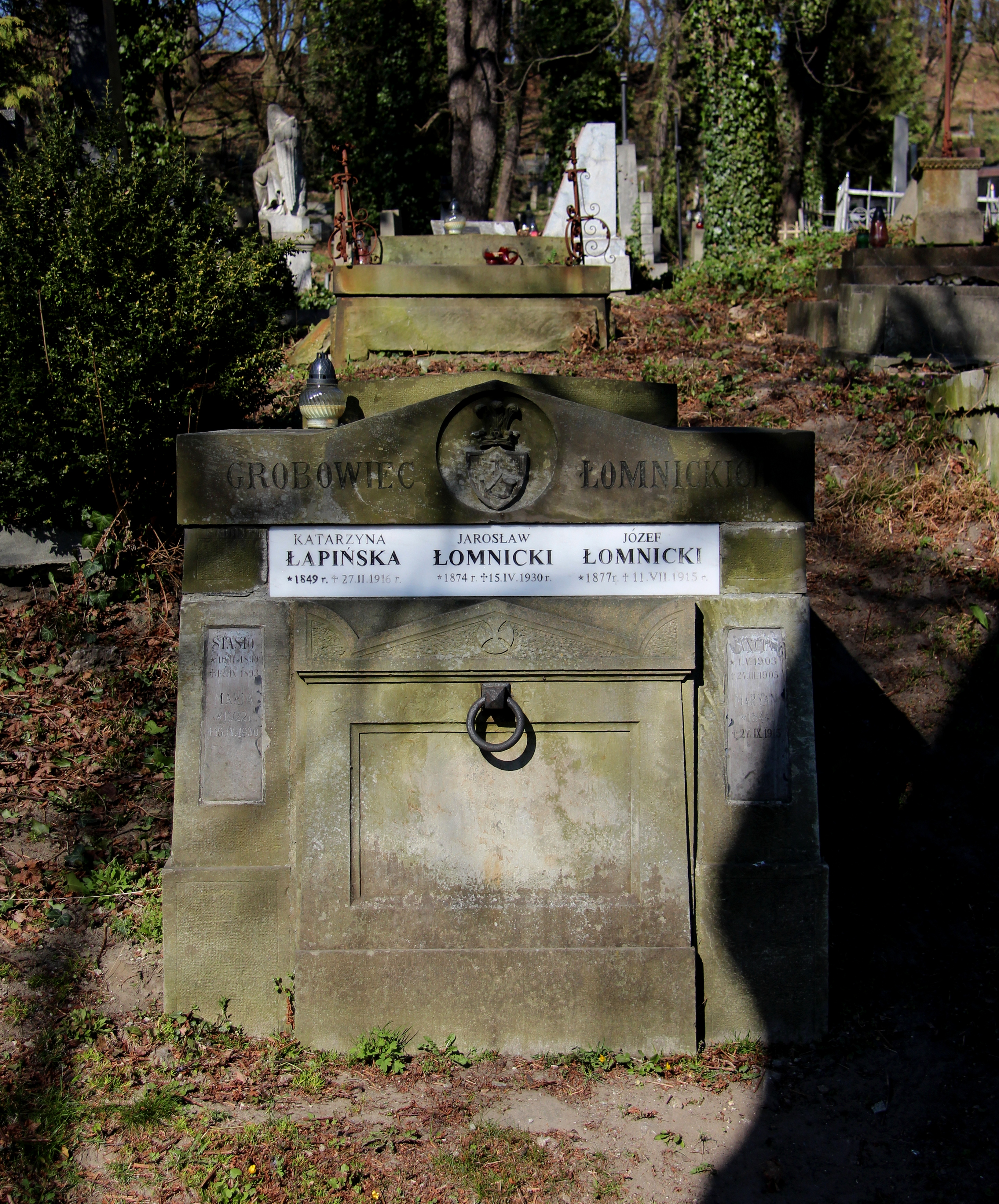

Яросла́в Людоми́р Ломни́цький (пол. Jarosław Ludomir Łomnicki; 19 травня 1873 — 15 квітня 1931) — польський ентомолог, палеонтолог і геолог. Засновник та перший президент Польського ентомологічного товариства. Син знаного натураліста Мар'яна Ломницького.

## Життєпис
Ярослав Людомир Ломницький народився 19 травня 1873 року в Станиславі (нині Івано-Франківськ) у родині натураліста Мар'яна Ломницького. [1879 року сім'я переїздить до Львова. Тут Ярослав навчається у школі, потім у гімназії. Батько залучив його до впорядкування палеонтологічних, геологічних і ентомологічних колекцій у музеї імени Дідушицьких. Ярослав брав участь у батьківських експедиційних мандрах Галичиною. Найбільше юнака зацікавили мурашки, він навіть описав як нові для науки декілька їх видів з Татр і околиць Львова. Серед жуків його найбільше цікавили водолюби і плавунці.
Закінчивши гімназію (1891), він вступив до Львівського університету, де продовжив вивчення природничих наук. Завдяки допомозі галицького мецената графа Воладимира Дідушицького, Ярослав Ломницький поглиблював свої знання у Ягеллонському університеті (Краків). Тут він працював асистентом кафедри зоології (1893—1894), а потім кафедри ботаніки (1895—1896). Після повернення до Львова він обіймає посаду асистента на кафедрі мінералогії і геології у Львівській політехніці (1896—1898), мандрує Карпатами, вивчаючи геологічні відкладення міоцену. За результатами досліджень він опублікував статтю і склав геологічну мапу регіону, яка не втратила наукової цінності і дотепер. З геологічних шарів, знайдених біля села Старуня, він описує декілька видів викопних комах. Склавши екзамени в Віденському університеті (1897), Ярослав одержав диплом учителя середньої школи. Після того учителює у Краківській гімназії і Коломиї.
Після смерті батька (1915) Ярослав Ломницький оселився у Львові. Обійняв «батьківську» посаду директора музею Дідушицьких, викладає у львівській гімназії. Член Товариства імені Коперніка, він став ініціатором створення у ньому ентомологічної секції, котру згодом очолив. 1922 року вона відокремлюється як самостійне Польське ентомологічне товариство, засновником і президентом якого стає Я. Ломницький. Він є автором 45 наукових публікацій.
Помер Ярослав Ломницкий 15 квітня 1931 року. Його поховали на 21 полі Личаківсьского  кладовища у Львові.

### Сім'я[3]
- Батько Мар'ян Алоїз Ломницький, польський натураліст
- Мати Maria Szczucka
- Дружина Софія, до шлюбу Васунг (Zofią Wasung) (1880—1985)
- Син Збігнев Ломницький Zbigniewie Łomnicki(1904—1994), математик
- Син Адам Ломницький (1907-?), адвокат
- Донька Марія Буякова (Marię Bujakową)(1901, Коломия-1985, Kościelisko, Польща)
- Брат Антон Ломницький (Antoni Marian Łomnicki) (1881—1941) — математик
- Брат Максиміліан Ломницький (Maksymilian Łomnicki) (1877—1947)

## Основні ентомологічні публікації
- Lomnicki, J. 1922. Przyczynek do opisu królowej mrówki: powolnicy europejskiej (Sysphincta europaea For.). Polskie Pismo Entomologiczne 1: 3-4 — http://www.antwiki.org/wiki/images/1/19/Lomnicki_1922.pdf
- Lomnicki, J. 1925a [1924]. Przeglad polskich gatunków rodzaju mrówki (Formica Linné). Pol. Pismo Entomol. 3: 151—182 — http://www.antwiki.org/wiki/images/2/2d/Lomnicki_1925a.pdf
- Lomnicki, J. 1925b. Une contribution à la connaissance de la faune des fourmis des îles Baléares. Pol. Pismo Entomol. 4: 1-3 — http://www.antwiki.org/wiki/images/6/62/Lomnicki_1925b.pdf
- Lomnicki, J. 1925c. Plagiolepis vindobonensis n. sp. (Hym. Formicidae). Pol. Pismo Entomol. 4: 77-79 — http://www.antwiki.org/wiki/images/0/09/Lomnicki_1925c.pdf
- Lomnicki, J. 1928. Spis mrówek Lwowa i okolicy. Ksiegi Pamiatkowej (Lecia Gimn. IV Jana Dlugosza Lwowie) 50: 1-10 — http://www.antwiki.org/wiki/images/7/76/Lomnicki_1928.pdf